# رومان زاك
رومان زاك (بالتشيكية: Roman Zach)‏ هو ملحن وممثل تشيكي، ولد في 13 يونيو 1973 في التشيك.

## وصلات خارجية
- رومان زاك على موقع IMDb (الإنجليزية)
- رومان زاك على موقع ألو سيني (الفرنسية)
- رومان زاك على موقع ميوزك برينز (الإنجليزية)
- رومان زاك على موقع أول موفي (الإنجليزية)
- رومان زاك على موقع قاعدة بيانات الفيلم (الإنجليزية)
- رومان زاك على موقع كينوبويسك (الروسية)